# Local Motors

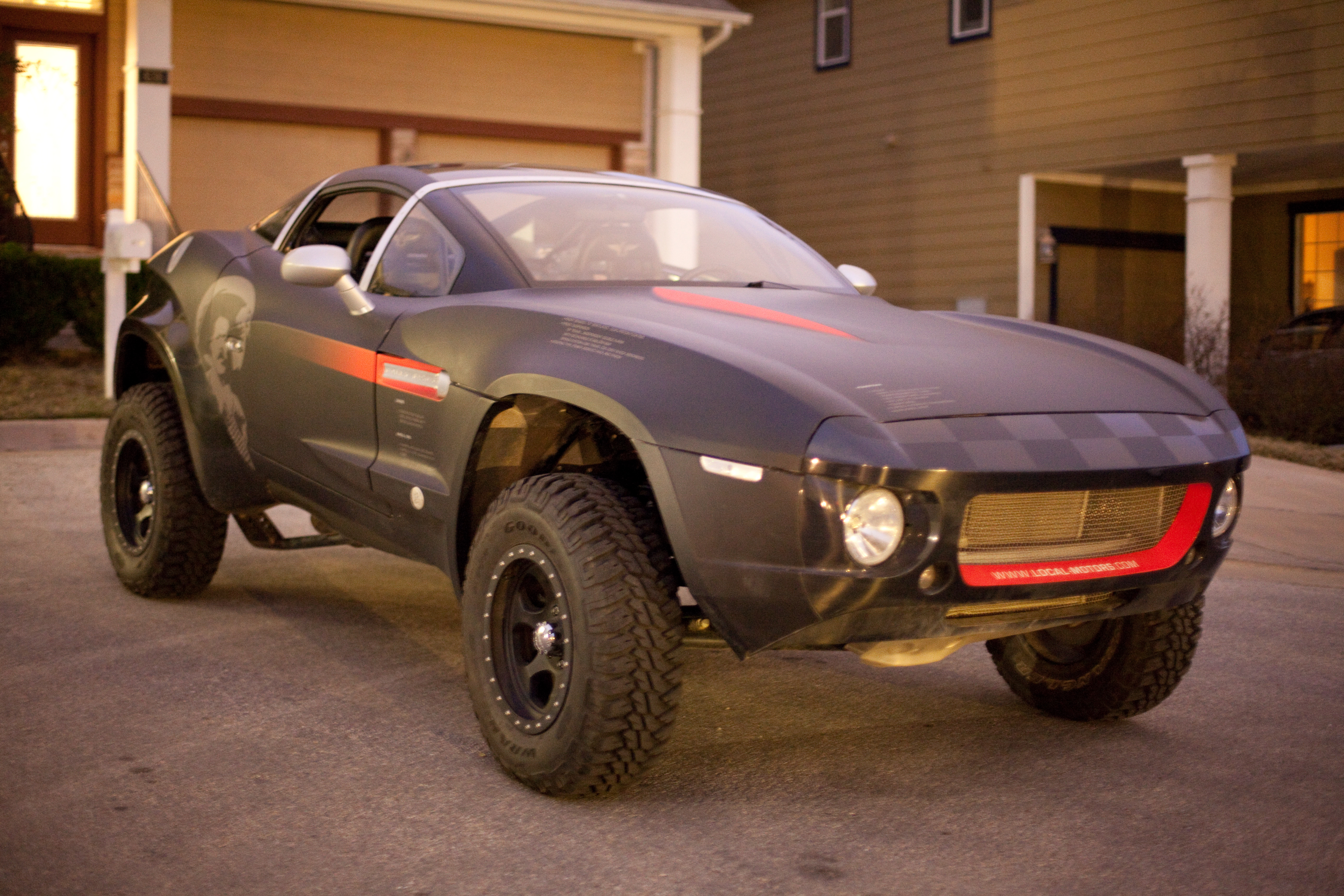
Local Motors Rally Fighter

Local Motors es una empresa estadounidense de fabricación de vehículos de motor dedicada a la fabricación de bajo volumen de vehículos de motor de código abierto, utilizando varios diseños, en microfábricas . Fue fundados en 2007  y tiene su sede en Phoenix, Arizona. Sus productos actuales van desde el automóvil Rally Fighter y la moto Racer; a varias bicicletas eléctricas, triciclos, coches de juguetes montables por niños; a modelos de coche controlados por radio y monopatines. Imprimen en 3-D algunos componentes de los vehículos y los juguetes que venden.

## Microfábricas
Actualmente cuenta con microfábricas en Phoenix, Las Vegas y Louisville, además de las 100 que tiene proyectado abrir en distintas localidades alrededor del mundo.

## Strati

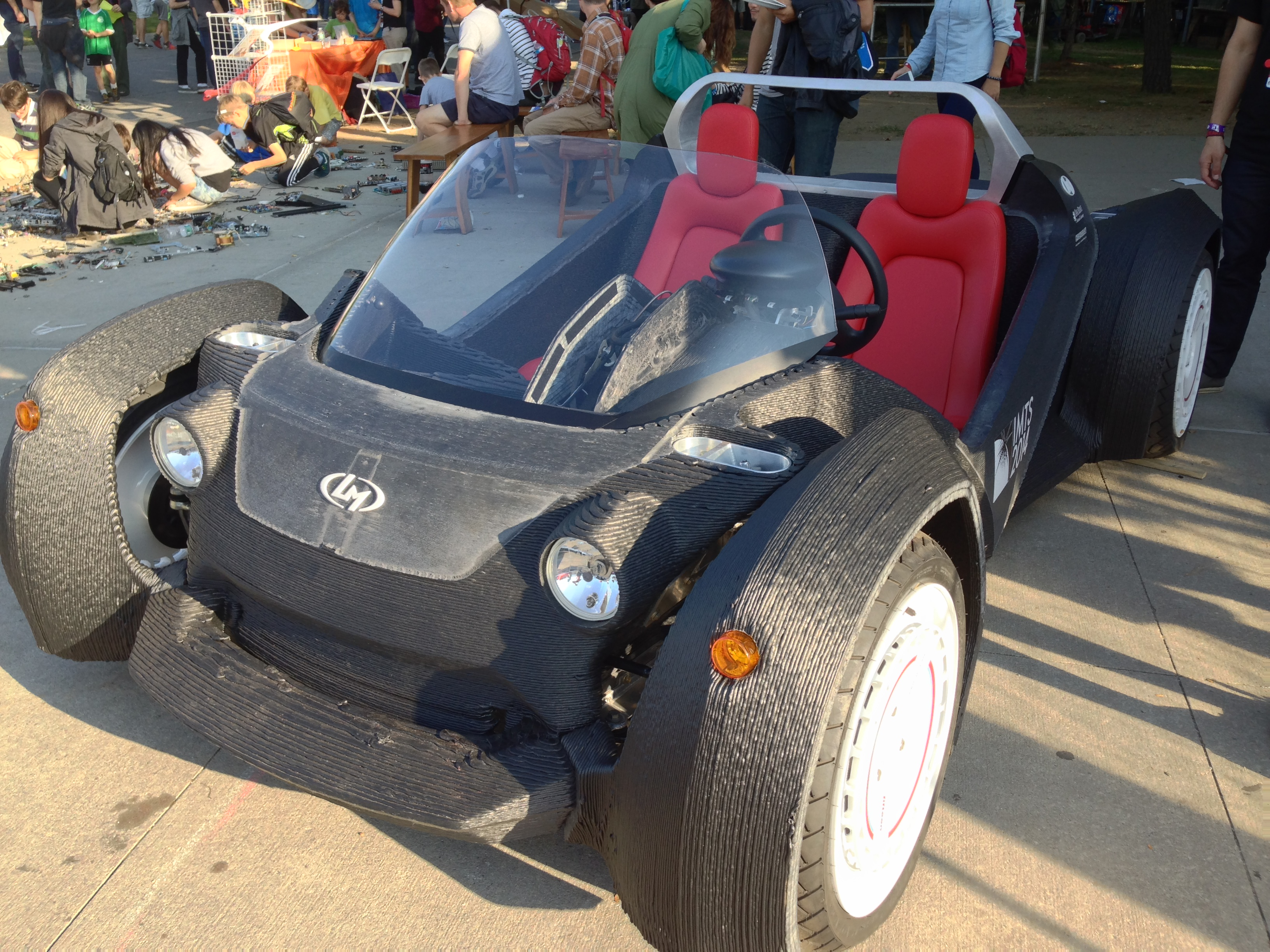
Vista general del Strati

Local Motors en colaboración con Cincinnati Incorporated y el Laboratorio Nacional de Oak Ridge fabrican el Strati, el primer coche eléctrico impreso en 3D del mundo. La impresora fue creada por Cincinnati Incorporated y la impresión llevó 44 horas en concluir, con una audiencia en vivo, en la International Manufacturing Technology Show (Muestra de Tecnología de Fabricación Internacional) 2014 en McCormick Place, Chicago.
El biplaza Strati está considerado como coche eléctrico de "barrio". Dependiendo de la configuración de los paquetes de baterías, el rango del coche puede ser de 160 km a 190 kilómetros, con una velocidad máxima de 64 km/h. El coche no está diseñado para ser utilizado en carretera, ya que no cumple con los requisitos de pruebas de seguridad requeridas. La producción está prevista para finales de 2014, con precios de entre $ 18,000 y $ 30,000.

## Olli

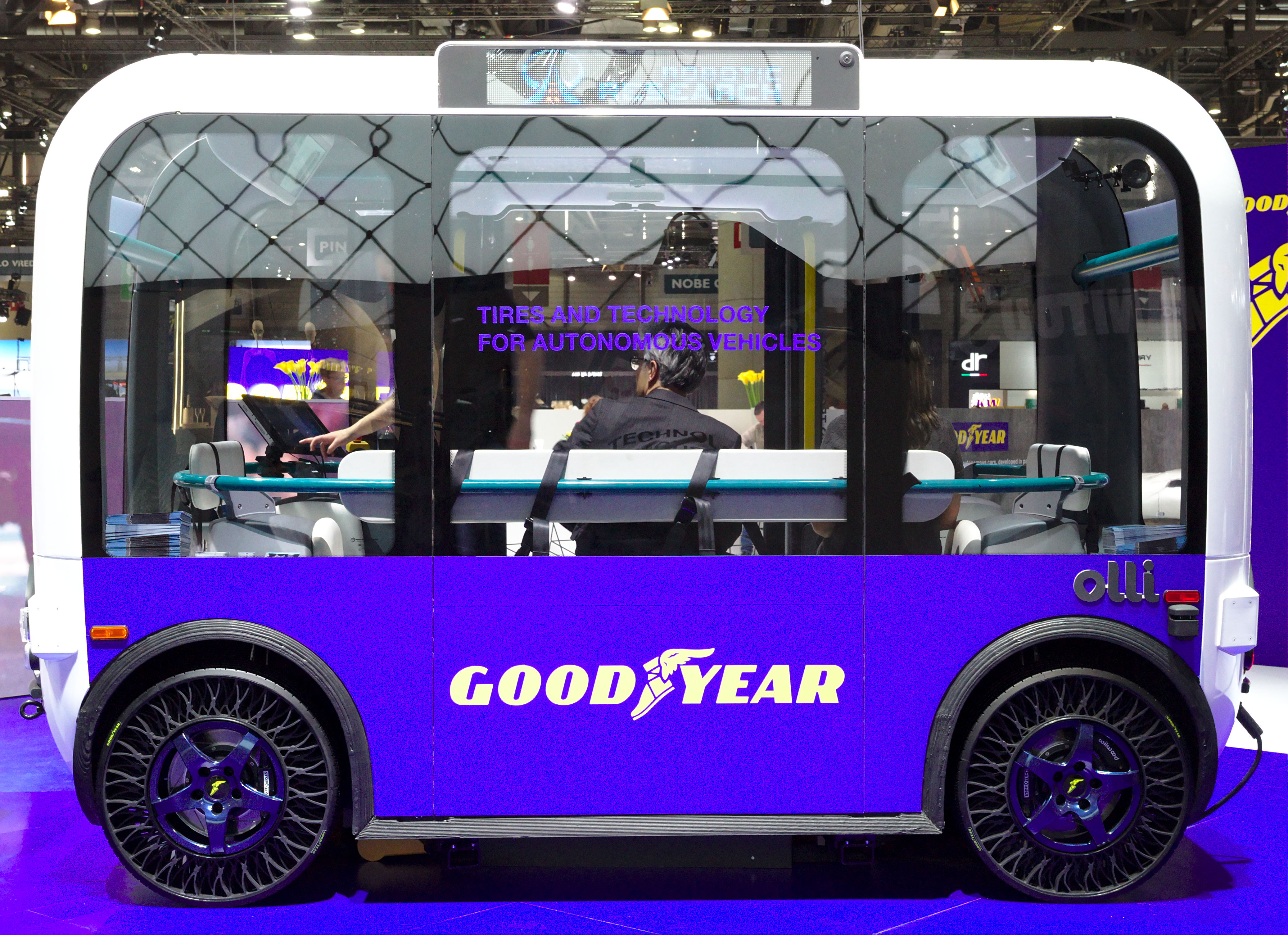
Olli

En 2016, la compañía presentó Olli, un vehículo eléctrico y autónomo con capacidad para 10-12 personas. El vehículo fue diseñado por Edgar Andrés Sarmiento García, inicialmente llamado "Berlino" para el concurso organizado por la misma empresa, denominado Urban Mobility Challenge: Berlin 2030. El vehículo fue construido por Local Motors y tiene tecnología instalada por IBM Watson para proveer una experiencia personalizada a los usuarios. El vehículo fue presentado en Facebook live en un evento en el National Harbor, en Estados Unidos. El vehículo está todavía en desarrollo, en su segunda versión. el 2 de enero del 2018, Local Motors recibió una suma de $1 billones de dólares en financiación para el soporte operacional de Olli de parte del ETS (Elite Transportation Services) del estado de Florida con una financiación adicional de $20 millones desde Xcelerate, del estado de Texas.